# Federação de Handebol da Oceania
A Federação de Handebol da Oceania (em inglês: Oceania Continent Handball Federation, ou OCHFB) é a federação matriz do handebol na Oceania e membro da Federação Internacional de Andebol (International Handball Federation).
Foi fundada em 2010. Possui 19 membros. O atual presidente é Ricardo Blas de Guam. A federação é responsável, entre outros, pela organização da Copa das Nações da Oceania de Andebol.